# Cirrhochrista aurantialis
Cirrhochrista aurantialis là một loài bướm đêm trong họ Crambidae.